# Pilea ulei
Pilea ulei es una especie de planta del género Pilea, perteneciente a la familia Urticaceae.

## Taxonomía
Pilea ulei fue descrita por Ellsworth Paine Killip en 1934.

## Distribución
Se encuentra en el territorio sur de Brasil.